# Sankt Vith
Sankt Vith (ou Saint-Vith em francês) é uma cidade e um município germanófono da Bélgica localizado no distrito de Verviers, província de Liège, região da Valônia.